# Catàstrofe de l'oxigen

Proporció de CO₂ en l'atmosfera terrestre. Les línies vermelles i verdes representen l'interval de l'estimació mentre que el temps es mesura en milers de milions d'anys (Ga).
Estadi 1 (3.85–2.45 Ga): Pràcticament sense O₂ en l'atmosfera.
Estadi 2 (2.45–1.85 Ga): O₂ produït, però absorbit en els oceans i en les roques del llit marí.
Estadi 3 (1.85–0.85 Ga): O₂ començament de la sortida de gas pels oceans, però és absorbit per les superfícies de terra.
Estadis 4 i 5 (0.85–a l'actualitat): O₂ s'omplen els reservoris i el gas s'acumula.

La catàstrofe de l'oxigen o Gran Oxigenació va ser un canvi ecològic massiu que es creu que es produí durant el període Siderià, a principis del Paleoproterozoic, fa uns 2.400 milions d'anys.
Va ser l'aparició, per causes biològiques, d'oxigen lliure (O₂) en l'atmosfera terrestre. Les proves geològiques, isotòpiques i químiques suggereixen que aquest gran canvi mediambiental tingué lloc fa aproximadament 2.400 milions d'anys.
Els cianobacteris, que aparegueren uns 200 milions abans de la catàstrofe de l'oxigen (GOE), començaren a produir oxigen via fotosíntesi. Abans del GOE, qualsevol oxigen lliure que poguessin produir era capturat químicament pel ferro de la matèria orgànica dissolta en l'aigua. El GOE va ser el punt quan aquests reservoris d'oxigen van esdevenir saturats i ja no podien capturar tot l'oxigen produït per la fotosíntesi dels cianobacteris. Després del GOE, l'excés d'oxigen lliure va començar a acumular-se en l'atmosfera terrestre.
L'oxigen lliure és tòxic per als anaerobis i la pujada de concentracions podria haver eliminat (extingit) la majoria dels organismes anaerobis que habitaven la Terra en aquell moment. A més, l'oxigen lliure reacciona amb el metà de l'atmosfera, que és un gas d'hivernacle, provocant la glaciació huroniana, possiblement l'episodi nivós més llarg de la Terra. Des d'aleshores, l'oxigen lliure ha estat un important constituent de l'atmosfera de la Terra.

## Impacte sobre la diversificació dels minerals
La catàstrofe de l'oxigen va activar un creixement explosiu de la diversitat dels minerals sobre la Terra. S'estima que aquest esdeveniment per si sol va ser directament responsable de més de 2.500 nous minerals dels 4.500 que es troben a la Terra. La majoria d'aquests minerals van ser formes hidratades, oxidades de minerals formats per processos dinàmics del mantell geològic i l'escorça terrestre després del GEO.